# حسين علي كندي عجم
حسين‌ علي كندي عجم هي قرية في مقاطعة شوط‌، إيران. يقدر عدد سكانها بـ 104 نسمة بحسب إحصاء 2016.